# Furio Colombo
Furio Colombo, también conocido por el seudónimo de Marc Saudade (Châtillon, 1 de enero de 1931-Roma, 14 de enero de 2025), fue un periodista, escritor y político italiano.

## Biografía
A mediados de los años 50, y siendo muy joven, fue nombrado en la RAI, donde trabajó junto con un grupo de jóvenes intelectuales (Emilio Garroni, Luis Silori, Umberto Eco, Mario Carpitella, Antonio Santoni Rugiu), dirigiendo varios programas culturales de radio y televisión, y realizando decenas de documentales y reportajes. En su haber tiene también numerosos ensayos traducidos a varios idiomas.
En la década de los 70 fue uno de los primeros profesores en tener un contrato Licenciado en DAMS de la Universidad de Bolonia, donde enseñó Lenguaje Radiofónico entre 1970 y 1975.
En 1972 fue actor en la película El caso Mattei, interpretando el papel del asistente-traductor,entonces presidente de ENI, muerto trágicamente en circunstancias no del todo claras.
Fue corresponsal de La Stampa y de la Repubblica en los EE. UU.. En los mismos años escribió para el New York Times y New York Review of Books. Más tarde fue presidente de la FIAT EE. UU., y en ese cargo, fue profesor de periodismo en la Universidad de Columbia.

## Vida política
Después de su experiencia en la Cámara de Representantes dentro de las filas de la PDS-DS (desde 1996 hasta 2001), regresó como senador del Parlamento en 2006, esta vez desde una lista de DS en Lombardia.
Reelegido diputado en 2008, es actualmente representante por el PD, en la III Comisión de Relaciones Exteriores y Asuntos de la Comunidad, y el Comité Examinador del Premio "Ilaria Alpi y Maria Grazia Cutuli".
De acuerdo con el sitio OpenParlamento, que supervisa las actividades de los diputados y senadores, hasta el 27 de mayo de 2011 Furio Colombo era el diputado con el mayor número de votos rebeldes (cerca de 640), contrarios a las indicaciones de su partido de pertenencia.

## Obras publicadas en italiano
- Gruppo di bambini, Monografía, 1951-1966.
- Guatemala: vendita di pane, Monografía, 1951-1966.
- Messico: Indios pregano per la siccita, Il mondo, 1951-1962.
- Puebla: teenagers, Monografía, 1951-1966.
- Le donne matte, Feltrinelli, 1964.
- Invece della violenza, Bompiani, 1967.
- Tano Festa, Il punto, 1968.
- Le condizioni del conflitto, Bompiani, 1970.
- (a cura di) Cinema e televisione dell'ultima America, Soc. Gestioni Editoriali, 1972.
- (con Benvenuto Cuminetti, Antonio Martinelli) Alternative: antología interdisciplinare, Minerva italica, 1973.
- Ultima Hanoi, Bompiani, 1973.
- Da Kennedy al Watergate, SEI - Società Editrice Internazionale Editore, 1974.
- Televisione: la realta come spettacolo, Bompiani, 1974.
- Ipertelevision, Cooperativa scrittori, 1976.
- I prossimi americani: "chi e chi" nelle elezioni presidenziali USA del 1976: intervista a tutti i protagonisti della vita politica americana: chi e chi nelle elezioni presidenziali USA del 1976. Intervista con tutti i protagonisti della vita politica americana, Garzanti, 1976.
- (con Roberto Grandi, Nora Rizza) Radio e televisione, Guaraldi, 1977.
- Rabbia e televisione: riflessioni sugli effetti imprevisti della TV, SugarCo, 1981.
- Nespolo, Vanessa, 1982.
- Passaggio a occidente, Rizzoli, 1982.
- Il Dio d'America: religione, ribellione e nuova destra, Mondadori, 1983.
- (con Ugo Nespolo) Un'intuizione americana, Luisella D'Alessandro, 1983.
- Bersagli Mobili, Mondadori, Milano, 1984 (con lo pseudonimo Marc Saudade)
- L'ambasciatore di Panama, Mondadori, Milano, 1985 (con lo pseudonimo Marc Saudade)
- Cosa farò da grande?, Mondadori, 1986.
- El centro, Mondadori, Milano, 1987 (con lo pseudonimo Marc Saudade)
- Trappola a Hong Kong, Racconto pubblicato su L'Espresso, 16 de agosto de 1987 (con lo pseudonimo Marc Saudade)
- Intervista sulla televisione, Pironti, 1988.
- Occhio testimone, Bompiani, 1988.
- Terza pagina. Mille americhe, La Stampa, 1988.
- Carriera vale una vita?, Rizzoli, 1989.
- Il destino del libro e altri destini, Bollati Boringhieri, 1990.
- Il terzo dopoguerra. Conversazioni sul postcomunismo, Rizzoli, 1990.
- La città profonda. Saggi immaginari su New York, Feltrinelli, 1992.
- Come trovare un lavoro. Chi sono. Cosa voglio essere, Rizzoli, 1992.
- Frontiera, la Rivista dei libri, 1993.
- (con Achille Bonito Oliva) Larry Rivers: opere 1989-1992, Trentadue, 1993.
- (con Vittorio Feltri), Fascismo/antifascismo, Rizzoli, 1994.
- Gli altri che farne, Rizzoli, 1994.
- Confucio nel computer. Memoria accidentale del futuro, ISBN 88-17-84433-0, Rizzoli, 1995.
- (con Vittorio Foa) Il sogno di una Destra normale, Donzelli, 1995.
- Il treno della Cina. Dispacci di un viaggio, Laterza, 1995.
- Ultime notizie sul giornalismo. Manuale di giornalismo internazionale, Laterza, 1995.
- Gli altri che farne, Rizzoli, 1997.
- Fine del villaggio globale: notizie di guerra, Reset, 1999.
- La vita imperfetta. Cronaca di cambiamento, Rizzoli, 1999.
- Manuale di giornalismo internazionale. Ultime notizie sul giornalismo, Laterza, 1999.
- La scoperta di nuovi mondi, Ist. Poligrafico dello Stato, 2001.
- Privacy, Rizzoli ERI, 2001.
- (con Antonio Padellaro) 'Il libro nero della democrazia. Vivere sotto il governo Berlusconi, Baldini Castoldi Dalai, 2002.
- Scene da una vittoria, l'Unità, 2002.
- L'America di Kennedy, Baldini Castoldi Dalai, 2004.
- America e libertà. Da Alexis de Tocqueville a George W. Bush, Baldini Castoldi Dalai, 2005.
- (con Carlo G. Ferretti) L'ultima intervista di Pasolini, Avagliano, 2005.
- La fine di Israele, Il Saggiatore, 2007.
- Post giornalismo. Notizie sulla fine delle notizie, Editori Riuniti, 2007.
- Architettura come difesa-Architecture as defense, Mancosu, 2008.
- (con Marco Alloni) La civiltà al potere, ADV Advertising Company, 2008.
- (con Santi Visalli, Danilo Checchi) Icons, Vianello Libri, 2009.
- La paga. Il destino del lavoro e altri destini, Il Saggiatore, 2009
- No. Brevi interventi in Parlamento 2008-2011, Sigismundus Editrice, 2011